# Калатозов Михайло Костянтинович
Калатозов Михайло Костянтинович (груз. მიხეილ კალატოზიშვილი, ім'я при народженні Міхель Калатозошвілі; 28 грудня 1903, Тбілісі — 26 березня 1973, Москва) — грузинський і радянський кінорежисер. Народний артист СРСР (1969).

## Біографія
Михайло Калатозов (справжнє прізвище Калатозішві́лі) народився 28 грудня 1903 в Тіфлісі. У 1923 почав працювати в грузинському кіно, з 1928 — кінорежисер. У 1933 поступив в аспірантуру ленінградської Академії мизтецтвознавства, потім був директором Тбіліської кіностудії. Значною роботою Михайла Калатозова стала картина «Валерій Чкалов» (1941). Широта творчого діапазону, уміння використовувати різноманітні виразні засоби позначилися в кінокомедії «Вірні друзі» (1954).
Найвідоміший фільм Калатозова «Летять журавлі» (1957), що приніс йому і операторові С. П. Урусевському світове визнання і низку міжнародних премій («Золота пальмова гілка» на 11-му Міжнародному кінофестивалі в Канні і інші). Гра акторів Тетяни Самойлової і О. В. Баталова, натхненний монтаж масових сцен, надзвичайна рухливість камери зробили цей фільм твором, виконаним тонкої ліричної краси і трагедійної сили.
Документи про експедицію Умберто Нобіле до Північного полюса лягли в основу фільму «Червоний намет» (1970, спільна італо-радянська постановка).
Син Калатозішвілі Георгій Михайлович і внук Калатозішвілі Михайло Георгійович — також були кінорежисерами.

## Фільмографія
- 1929 — «Сліпа»
- 1930 — «Джим Шванте» (Сіль Сванетії)
- 1932 — «Цвях у чоботі»
- 1939 — «Мужність»
- 1941 — «Валерій Чкалов»
- 1942 — «Непереможні»
- 1950 — «Змова приречених»
- 1953 — «Вихори ворожі»
- 1954 — «Вірні друзі»
- 1955 — «Перший ешелон»
- 1957 — «Летять журавлі»
- 1959 — «Ненадісланий лист»
- 1964 — «Я — Куба»
- 1969 — «Червоний намет»

## Сценарії
- 1925 — Справа Таріела Мклавадзе
- 1942 — Непереможні
- 1969 — Червоний намет
- 1977 — Кафе «Ізотоп»